# Emma Thomsen (skuespiller)
 Der er flere personer med dette navn, se Emma Thomsen.
Emma Alice Thomsen , født Lange (21. november 1863 – 15. januar 1910) var en dansk skuespiller, der hovedsageligt optrådte i vaudeville-produktioner på Det Kongelige Teater i København. Hun fik et bredere repertoire end det normalt ville have været muligt for en skuespiller uden formel uddannelse, til dels takket hendes søde sangstemme, og især efter hun blev udnævnt som "verdens smukkeste kvinde" af den norske maler Christian Krohg. Hun udviklede sig over tiden og optrådte i mere alvorlige værker, for eksempel som Portia i Shakespeares Købmanden i Venedig og Elisabeth i Heibergs Elverhøj.

## Biografi
Emma Alice Lange blev født den 21. november 1863 i København og var datter af oversætter Carl Vilhelm Lange (1820-75) og Dorothea Stibolt (1833-98). I 1888 blev hun gift med skuespilleren Poul Nielsen (skilt i 1897) og i 1897 med Kaptajn Fritz Thomsen (1864-1935).
Hun debuterede i 1883 på det Kongelige Teater i Jens Christian Hostrups Eventyr paa Fodrejsen. Med sit attraktive udseende gjorde hun et sådant indtryk at hun på stedet blev engageret til at spille roller som smukke unge kvinder i andre vaudeville-værker af Heiberg, herunder Abekatten, Køge Huskors, Aprilsnarrene og Nej. Hendes store gennembrud kom i december 1900, da hun optrådte i en mere moden rolle og, med en lidenskab ingen havde forventet, spillede Maria i Edvard Brandes' Under Loven i København Folketeatret.
Blandt de mest interessante af de 170 roller hun spillede, var Henriette i Skyldig – ikke skyldig, Maria i Paa Storhove, Akulina i Mørkets Magt, den tragiske Katuscha i Opstandelse, og halvdannet kunstner-boheme i Johan Ulfstjerna. Derefter følte hun sig i stigende grad truet af Betty Nansens succes. Emma Thomsens sidste rolle var som Gerda Sommer i Henri Nathansens Daniel Hertz.
Emma Thomsen døde den 15. januar 1910 i København og er begravet på Assistens Kirkegård.